# Ле-Брёй-ан-Ож
Ле-Брёй-ан-Ож (фр. Le Breuil-en-Auge) — коммуна во Франции, находится в регионе Нижняя Нормандия. Департамент коммуны — Кальвадос. Входит в состав кантона Бланжи-ле-Шато. Округ коммуны — Лизьё.
Код INSEE коммуны — 14102.

## Население
Население коммуны на 2010 год составляло 977 человек.
| 1962 | 1968 | 1975 | 1982 | 1990 | 1999 | 2010 |
| ---- | ---- | ---- | ---- | ---- | ---- | ---- |
| 550  | 599  | 643  | 751  | 779  | 846  | 977  |

## Экономика
В 2010 году среди 574 человек трудоспособного возраста (15—64 лет) 433 были экономически активными, 141 — неактивными (показатель активности — 75,4 %, в 1999 году было 71,6 %). Из 433 активных жителей работали 403 человека (212 мужчин и 191 женщина), безработных было 30 (14 мужчин и 16 женщин). Среди 141 неактивных 38 человек были учениками или студентами, 76 — пенсионерами, 27 были неактивными по другим причинам.